# Med Lill-Klas i kappsäcken
Med Lill-Klas i kappsäcken är en dansk-svensk familjefilm från 1983 i regi av Ulf Andrée. Filmen bygger på Gunnel Lindes ungdomsroman med samma namn från 1965 och i rollerna ses bland andra Maja Ekman, Mårten Ekman och Birgitta Andersson.

## Handling
Syskonen Annelie och Nicklas bor tillsammans med sin mor och far i en villa i Stockholm. En dag får Annelie och Nicklas en inbjudan av faster Tinne att resa till Köpenhamn i en vecka. Sällskapet reser dit med tåg och tar in på hotell. Nästa dag besöker de stadens zoo, barnen får egna pengar av faster och beger sig iväg på egen hand för att köpa en lott i ett lotteri. Vid dragningen två dagar senare visar det sig att de har vunnit en levande ponny, Lill-Klas. Barnen är fast beslutna om att ta med sig ponnyn hem. De måste bara komma på hur de ska kunna gömma Lill-Klas på hotellet och på tåget under hemresan.

## Rollista
- Maja Ekman – Annelie
- Mårten Ekman – Nicklas
- Birgitta Andersson – faster Tinne
- Viveca Dahlén – mamman
- Stefan Ekman – pappan
- Helle Hertz – uppasserskan
- Per Pallesen – stadsbudet
- Ole Thestrup – portiern
- Poul Bundgaard – utroparen
- Wallis Grahn – konduktören
- Lars Knutzon – en hotellgäst
- Gotha Andersen – en arg herre
- Benny Berdino – hästskötaren
- Charlie Elvegård – stinsen
- Rolf Björkholm – en stationskarl
- Gunnar Schyman – SJ-mannen
- Kjell-Hugo Grandin – flyttgubbe
- Johannes Brost – flyttgubbe
- Ingrid Janbell – flickan i sportbilen

## Om filmen
Lill-Klas i kappsäcken är en dansk–svensk samproduktion och producerades av Bo Christensen och Bengt Linné för Sveriges Television AB, Sandrew Film & Teater AB och Nordisk Film A/S. Den spelades in mellan april och september 1983 i Köpenhamn, Nordisk Films ateljéer i Valby, Danmark, Brunna station och Stockholm. Fotograf var Bo Blomberg, scenografer Gert Wibe och Karin Hjort Suby och klippare Jerry Gränsman. Musiken komponerades av Monica Dominique. Filmen premiärvisades den 17 december 1983 i Stockholm, Göteborg och Malmö. Den har den danska titeln Med Lille-Klas i kufferten och hade dansk premiär den 10 februari 1984.
Filmen var Andrées andra barnfilm för bio och kom att bli hans enda långfilm under 1980-talet. Filmen var redan från början planerad som både spelfilm och TV-serie och visades i sex halvtimmeslånga avsnitt i SVT2 med start på juldagen 1985. Huvudrollsinnehavarna Maja och Mårten Ekman är barn till film- och TV-regissören Mikael Ekman och hade tidigare medverkat i några underhållningsprogram i TV. Rollen som Lill-Klas gjordes av den då sjuårige shetlandsponnyn Lille Klas Pompiliam af Klampenborg, som inför sin medverkan specialtränades av dressören Suzanne Berdino från Cirkus Arena i Köpenhamn.

## Mottagande
Filmen mottogs välvilligt av de flesta recensenter, men med vissa reservationer. Dagens Nyheters Eva af Geijerstam skrev att "Ulf Andrées regi är mer hederligt redovisande än fantasirik, inte minst när han ska ta vara på de farsartade förvecklingarna i historien. Hästen, de glada normalbarnen och Birgitta Anderssons himlande faster rör sig dock utan större hjälp av bilderna." Hon fortsatte dock och menade att filmen kan "passera som trevligt tidsfördriv för de minsta".
Recensenten Kaj Nohrborg skrev för Sydsvenskan "Filmen om Lill-Klas är en rolig barn- och gärna det också vuxenfilm. Lustig, luftig, charmig och lagom spännande och okomplicerad för att vi med nöje skall acceptera också ett och annat hopp över skaklarna."
Desto mer negativ var Elisabeth Sörenson i Svenska Dagbladet som skrev att filmen var en film "utan den glada galenskap som man förknippar med Gunnel Linde".